# Cassidula multiplicata
Cassidula multiplicata е вид охлюв от семейство Ellobiidae. Видът не е застрашен от изчезване.

## Разпространение
Разпространен е в Малайзия (Западна Малайзия, Сабах и Саравак), Мианмар, Тайланд и Филипини.